# Retablo del Rosario (Iglesia de Santo Domingo de Orense)
El retablo del Rosario es una obra realizada por Francisco de Castro Canseco en 1708. Está ubicado en la Iglesia de Santo Domingo de Orense (Galicia, España).

## Historia

### Capilla
Tal y como consta en los folios 160 y 165 del protocolo de Blas Antonio Cid, en 1692 la Hermandad de Nuestra Señora del Rosario, sita en la Iglesia de Santo Domingo de Orense con patente del padre provincial fray Pedro Martín de Mora, solicitó al prior y convento de la ciudad auriense que le otorgase «territorio y fundo para la edificación de la Capilla que la Hermandad tiene dispuesto edificar». En la patente, dada en la ciudad de Lugo a principios de agosto de dicho año, se establece que «se haga dicha capilla corriendo la pared de la calle asta juntar con la fachada de la Iglesia y su cimiento y la altura de dicha capilla para su mayor perfección llegará a la altura del convento». Por su parte, en la escritura otorgada dentro del capítulo del convento el 17 de septiembre de 1692 entre la comunidad y el licenciado Gregorio Pérez Arias, abogado de la Real Audiencia del Reino de Galicia, en nombre de la Hermandad de Nuestra Señora del Rosario, se acordó que la mencionada capilla comenzase «desde el dentillón de la fábrica de dicho convento, prosiguiéndola por la calle, y el respaldo de dicha Capilla de llegar asta la bentana que se alla en ella ocupando con la dicha fábrica el ancho y largo que tiene el dicho sitio». A esta capilla le debían a mayores instalar dos puertas: una saliendo de la plazuela «que está a la puerta principal de la Iglesia de dicho Convento y otra por el claustro, por donde se ha de poder servir dicha capilla desde la sacristía dél». Teniendo en cuenta estos datos, se debió de edificar una capilla entre la iglesia y el convento que, si no constituyó un mero proyecto, debió desaparecer probablemente a causa de las reformas acometidas entre 1820 y 1821, en tiempos del Trienio Constitucional, obras emprendidas por el gobernador Sánchez Boado, primero en hacer uso del cenobio para fines civiles.: 176 

### Retablo
Contenido en el folio 44 del protocolo de Santiago Fariñas, del contrato otorgado el 2 de abril de 1708 entre la Hermandad de Nuestra Señora del Rosario y el maestro de arquitectura y vecino de Orense Francisco de Castro Canseco se deduce que, en efecto, la hermandad había erigido una capilla en la forma y condiciones que en 1692 se habían acordado con la comunidad. En el referido contrato se estipula «que la dicha capilla se bista y adorne con un retablo que cubra y adorne todo el tímpano de ella desde la mesa del altar hasta el parinudillo que llaman artesonado», lo que parece indicar que se construyó una capilla fuera de la planta de la iglesia. Canseco se comprometía en el contrato a fabricar un retablo de su propio diseño con la imagen de Nuestra Señora del Rosario, «de escultura de cuerpo entero, con el Niño en el braço izquierdo y en la mano derecha su rosario, con su peana muy garbosa y coronas a dicha imagen y el niño», y «en los cinco óbalos que muestra la traza, en el segundo cuerpo, se an de poner los cinco misterios gloriosos»,: 176  indicándose a mayores que las dos «imágenes paralelas de la caja principal no correrían a cargo del mismo»;: 260–261  Concepción Caramés González señaló en 1972 la presencia a los pies de la imagen de la Virgen de las tallas de Santo Domingo y Santa Rosa, las cuales no consideró obra de Canseco, por lo que podrían corresponderse con las plasmadas en el contrato, aunque lo más probable es que la imagen de Santa Rosa sustituyese a una talla de Santa Catalina puesto que esta es la santa que aparece representada en la copia del grupo conservada en Ribadavia,: 178–180  además de ser la iconografía tradicional. Esta obra, por la que Canseco habría de cobrar 4500 reales de vellón,: 176  sería trasladada en 1965, por disposición del sacerdote Emilio Lorenzo Rodríguez, de su emplazamiento en la primera capilla del lado del evangelio (hoy la Capilla del Santo Cristo) al paramento izquierdo del transepto, en el muro inmediato a la capilla mayor, de igual modo que el retablo de San Jacinto, hoy en el paramento derecho del transepto; para que el retablo del Rosario pudiese encajar en su nueva sede, fue necesario llevar a cabo una serie de mutilaciones, efectuadas por los hermanos Núñez, que variaron en gran medida su estructura original, destacando el hecho de que a raíz del Concilio Vaticano II se dispuso un altar mayor de cara al pueblo elaborado con piezas procedentes del retablo, obra ejecutada igualmente por los Núñez, mientras que otros fragmentos serían utilizados como ménsulas para algunas imágenes.

## Descripción

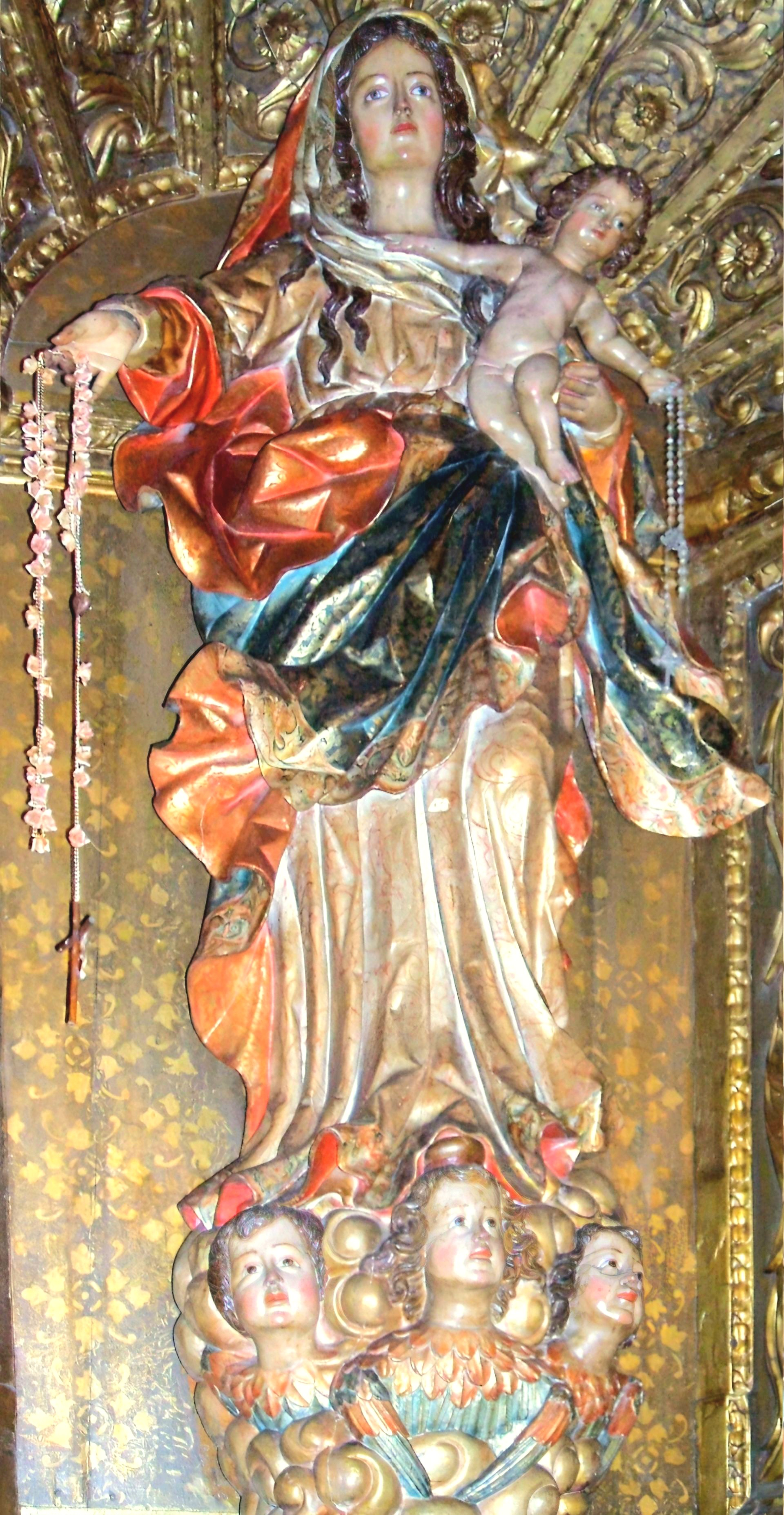
Talla de Nuestra Señora del Rosario.

El retablo se compone de un cuerpo con tres calles, basamento, predela y ático. En la calle central destaca una hornacina de medio punto profusamente decorada con relieves de rocalla en los laterales y el intradós, destacando en el fondo del nicho pinturas de corte vegetal. Las enjutas cuentan a su vez con rica ornamentación de rocalla, hallándose encima de la zona central del arco un panel rectangular presidido por una corona. La hornacina está ocupada por una talla de Nuestra Señora del Rosario, sin duda una de las imágenes más logradas de Canseco; la Virgen figura sosteniendo al Niño Jesús con la mano izquierda mientras con la derecha sujeta un rosario, estando la vestimenta compuesta por una túnica ocre claro, un manto verde oliva con envés naranja, y un velo en tono marfil, todo ello plagado de pliegues muy angulosos y de gran movimiento gracias al vuelo del manto y a la flexión de la pierna izquierda en un claro contrapposto, si bien la imagen se muestra en una pose un tanto inestable debido a la verticalidad de los drapeados, dispuestos en forma de zigzag, detalle que llevó a José Manuel Bernardi López Vázquez a compararla con la talla de Santa Escolástica venerada en el Monasterio de San Salvador de Celanova, la cual atribuyó erróneamente al taller de Canseco.: 304  Las facciones de la Virgen son delicadas aunque sus rasgos firmes y estilizados, estando la faz enmarcada por una melena en color castaño dispuesta sobre los hombros en elaborados bucles. En lo que atañe al infante, este aparece desnudo y con el cuerpo en disposición helicoidal gracias a la torsión del tronco, mostrando la mano derecha asida al velo de su madre y la izquierda extendida portando un rosario. La talla, definida por Francisco Javier Limia Gardón como «de canon muy esbelto, y recuerdo lisipianos, aunque de indudable progrenie manierista»,: 252  se remata con una sencilla aureola estrellada sobre la cabeza y una peana compuesta por las cabezas aladas de tres serafines emplazadas sobre nubes al mejor estilo de Gregorio Fernández, aunque con una evidente evolución.
En lo tocante a las calles laterales, cada una coronada por un motivo ornamental de rocalla, la de la izquierda muestra un medio relieve del primer misterio glorioso (la Resurrección); en esta escena Cristo figura erguido y triunfante sobre el sepulcro portando una cruz con una bandera en su mano izquierda, hallándose a sus pies tres soldados romanos sobre un fondo boscoso: el de la izquierda se muestra durmiendo y apoyado en un escudo, aunque empuñando al mismo tiempo una espada, mientras que el del medio figura también sujetando una espada y durmiendo aunque esta vez sobre el sarcófago, siendo el soldado de la derecha el único que se halla despierto y mirando con asombro al resucitado, quien emerge en mitad de un resplandor. Por su parte, la calle de la derecha exhibe un medio relieve del segundo misterio glorioso (la Ascensión de Cristo al Cielo); aquí Jesús aparece de nuevo en medio de un resplandor engalanado con túnica marfil y manto verde oliva con envés naranja subiendo al Cielo mientras una comitiva compuesta por siete apóstoles y la Virgen contempla el acontecimiento. Toda la escena se caracteriza por su teatralidad y por la angulosidad de los drapeados, destacando en la parte inferior una zona boscosa y en lo alto dos cabezas aladas. Respecto al ático, el cual posee forma de arco de medio punto, en la sección izquierda se halla un medio relieve del tercer misterio glorioso (la Venida del Espíritu Santo), donde la Virgen es mostrada presidiendo la escena con la vista dirigida a lo alto y rodeada por nueve apóstoles al tiempo que caen del cielo lenguas de fuego, ubicándose en lo alto el Espíritu Santo de bulto redondo bajo forma de paloma. En la sección derecha se halla otro medio relieve con el cuarto misterio glorioso (la Asunción), donde la Virgen aparece subiendo al cielo con la ayuda de las cabezas aladas de tres ángeles al tiempo que dos apóstoles contemplan asombrados su lecho vacío, mirando otros dos cómo María asciende. Por último, un panel cuadrado situado en el centro del ático exhibe en medio relieve el quinto misterio glorioso (la Coronación de la Virgen); aquí María es mostrada arrodillada y en actitud orante mientras Jesús a la izquierda con una cruz (de bulto redondo), y Dios a la derecha con un orbe, la coronan como reina del Cielo, destacando en lo alto una imagen de bulto redondo del Espíritu Santo bajo forma de paloma y a los lados, formando un arco, las cabeza aladas de un total de cuatro querubines dispuestas por parejas, hallándose otras dos cabezas aladas a los pies las cuales fungen como apoyo para las figuras de Dios y Jesús a la vez que cuatro cabezas aladas pintadas enmarcan la corona que se halla suspendida sobre la cabeza de María.
Tanto la hornacina como los relieves se encuentran enmarcados por delgados marcos sin adornos, aunque toda la estructura se halla repleta de relieves en lo que casi confluye en el churrigueresco, aspecto que Canseco potenciaría en los retablos colaterales de la capilla mayor de la Catedral de Orense, dedicados respectivamente a Santa Eufemia y a los santos Facundo y Primitivo. El nicho sobresale del resto del cuerpo, lo que provoca que se quiebre la cornisa que divide el cuerpo del ático, el cual cuenta en los extremos con las imágenes de bulto redondo de dos putti, hallándose otros dos putti sobre el panel central del ático flanqueando un adorno de rocalla. Por lo que respecta a la predela, esta posee formas rectas y se quiebra al igual que la cornisa, exhibiendo relieves de rocalla y un sagrario en el centro, mientras que el basamento sigue el mismo esquema tanto a nivel estructural como decorativo. En origen el retablo albergaba unas columnas salomónicas las cuales fueron retiradas cuando fue trasladado a su actual emplazamiento; se cree que dos de ellas separaban la hornacina de los relieves de las calles laterales y otras dos el panel del ático de los otros dos relieves.: 178  Se desconoce por su parte quién llevó a cabo la policromía y el dorado del retablo, aunque lo más probable es que se trate del pintor santiagués Pedro Fernández de Carballal, artífice del dorado y policromado de al menos cuatro retablos facturados por Canseco para la Catedral de Orense: los dos retablos colaterales de la capilla mayor, el retablo de San Miguel y el retablo de la Resurrección. A mayores, es posible dilucidar a cuánto ascendió el coste de este proceso, el cual se podría estimar en unos 2000 reales puesto que esta es la suma que se pagó a Carballal por su labor en el retablo de la Resurrección,: 126  mientras que por el dorado y policromado del retablo de San Miguel percibió 2080 reales,: 118  si bien esta cifra podría aumentar hasta unos 5800 reales puesto que el doble de esta cantidad (11 600 reales) fue la suma pagada por la policromía de los dos retablos colaterales de la capilla mayor,: 111  aunque cabe destacar que estos poseen mayores dimensiones. Sin embargo, la pintura también pudo costar una cantidad cercana a los 7000 reales en base al coste de la talla del retablo de la Resurrección (1300 reales) y el precio de su policromía, o quizá una cifra próxima a los 4350 reales si se comparan el valor de la policromía de los retablos de la capilla mayor de la catedral y el coste de su talla, la cual ascendió a 12 000 reales.

## Legado
El retablo del Rosario se erige como una pieza de gran valor artístico no solo en la Iglesia de Santo Domingo sino en toda la ciudad, albergando una de las mejores tallas facturadas por Canseco. Este retablo resultó tan satisfactorio que en 1709 el escultor recibió el encargo de fabricar otros dos retablos para el mismo templo: el retablo mayor (presidido por otra imagen de Nuestra Señora del Rosario de calidad inferior) y el retablo de San Jacinto, este último comisionado por la cofradía homónima y considerado el mejor de los tres por la elevada maestría de sus relieves.: 178–180  Poco después, en 1712, Canseco repetiría el esquema de Nuestra Señora del Rosario en la imagen homónima del retablo mayor de la iglesia del Convento de Santo Domingo de Ribadavia, donde a diferencia de Orense aún se conservan las tallas de Santo Domingo y Santa Catalina a los pies de la Virgen, si bien el retablo fue desmontado casi en su totalidad en la década de 1960, quedando hoy en día, además de las tres imágenes mencionadas, la sección central inferior y algunas piezas sueltas.: 180–182 